# Мурахтов Павло Кузьмич

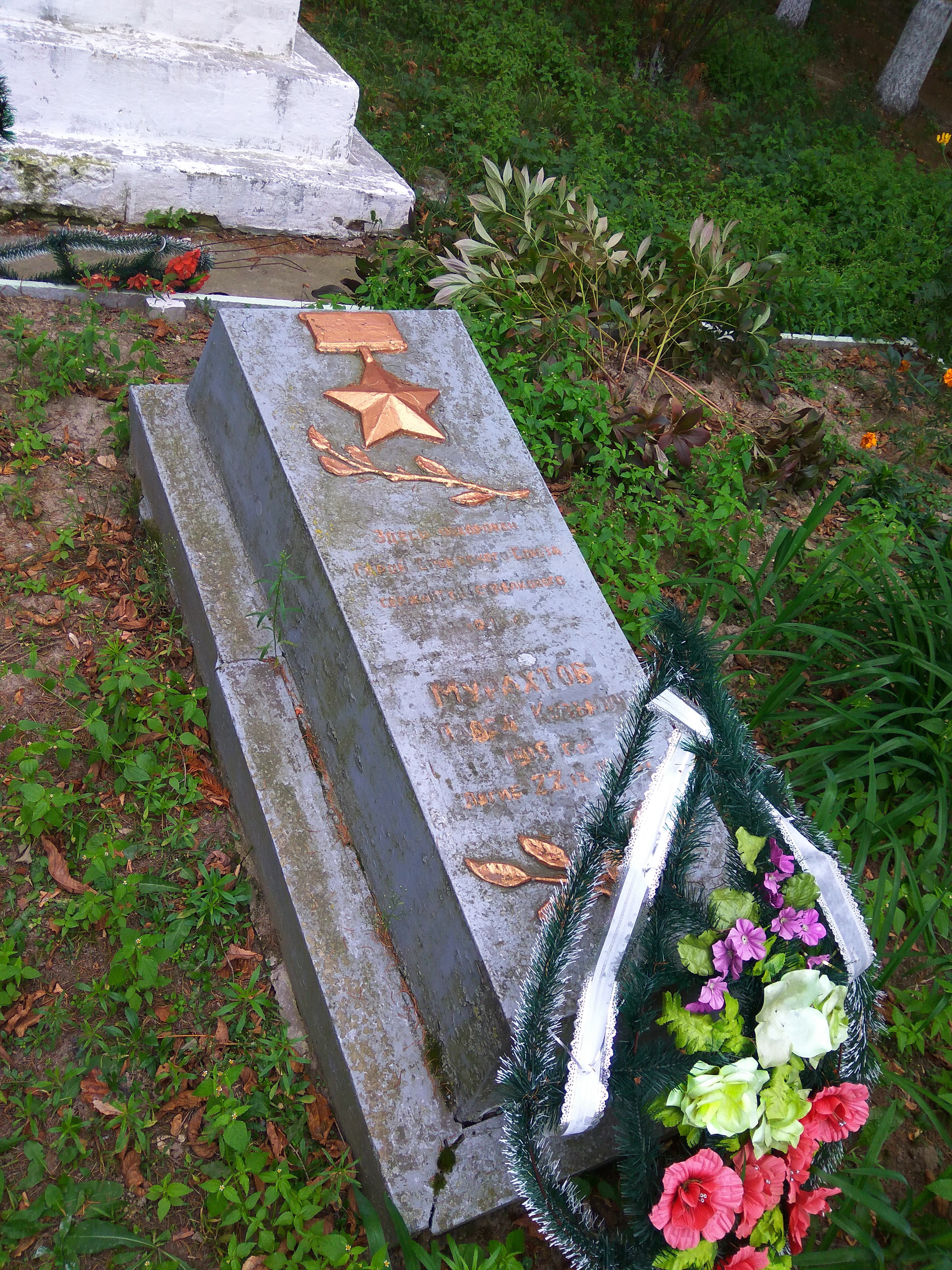
Могила П. К. Мурахтова у с. Андріївка

Павло Кузьмич Мурахтов (1918—1943) — сержант Робітничо-селянської Червоної Армії, учасник німецько-радянської війни, Герой Радянського Союзу (1944).

## Життєпис
Павло Мурахтов народився 22 січня 1918 року в місті Кам'янське в Україні. У червні 1939 року він був призваний на службу у Військово-морський флот СРСР. З липня 1941 року — на фронтах Німецько-радянської війни. У боях був поранений. До вересня 1943 року сержант Павло Мурахтов командував взводом пішої розвідки 894-го стрілецького полку 211-ї стрілецької дивізії 13-ї армії Центрального фронту. Відзначився під час битви за Дніпро.
19 вересня 1943 року Мурахтов на чолі розвідгрупи переправився через Десну і подався на розвідку в селі Кархівка Чернігівського району Чернігівської області Української РСР. За два кілометри до села група була виявлена і атакована противником. Відповівши відмовою на пропозицію про здачу в полон, Мурахтов кинувся з гранатою під ворожу бронемашину, ціною свого життя знищивши її. Цей його вчинок дозволив прорватися іншим розвідникам. Похований у братській могилі в селі Андріївка Чернігівського району.
Указом Президії Верховної Ради СРСР від 10 січня 1944 року за «зразкове виконання бойових завдань командування і проявлені при цьому мужність і героїзм» сержант Павло Мурахтов посмертно був удостоєний високого звання Героя Радянського Союзу. Також був нагороджений орденом Леніна і медаллю.
В честь Мурахтова названі вулиця у Чернігові і школа в Кам'янському, встановлений бюст в Кам'янському.